# Daniel Flores Reyes
Daniel Flores Reyes (Callao, 30 de julio de 1943 - Callao, 1995) fue un exfutbolista peruano que se desempeñaba como delantero, talentoso y encarador.

## Trayectoria
Llegó al Sporting Cristal en 1961 luego que el club rimense organizara un campeonato llamado "Ciudad de Lima" en verano de ese año y su equipo el "2 de Mayo" del Callao campeonara. Junto a él llegaron al club procedentes del club 'chalaco' Mario Rodríguez, Freddy Córdova y el 'chato' Luis Quiles y todos debutaron al siguiente año.
Flores hizo su debut en 1962 a los 18 años jugando el último partido de Copa Libertadores ante Racing Club en el estadio Nacional de Lima, esa noche anotó uno de los goles en el triunfo del cuadro rimense por 2-1 bajo la dirección técnica del peruano Juan Honores. Junto a Mario Rodríguez fueron los más novatos del Plantel que viajaron por diversos países durante tres meses en la famosa gira de los tres continentes del cuadro bajopontino.
Para la temporada de ese año 62 fue prestado al Atlético Chalaco del Callao, al año siguiente regresa a Sporting Cristal, luego jugaría en Carlos Concha por dos temporadas, en Universitario donde jugó la Copa Libertadores de 1968, en Defensor Arica por cuatro temporadas donde fue subcampeón en 1969. 
En 1973 regresó al Sporting Cristal y se retiró en 1974 en Barrio Frigorífico.
Falleció en un fatal accidente en la década de los 90 en el Callao, lugar donde creció y vivió.

## Clubes
| Club               | País | Año         |
| ------------------ | ---- | ----------- |
| Sporting Cristal   | Perú | 1962        |
| Atlético Chalaco   | Perú | 1962        |
| Sporting Cristal   | Perú | 1963 - 1964 |
| Carlos Concha      | Perú | 1965 - 1966 |
| Centro Iqueño      | Perú | 1967        |
| Universitario      | Perú | 1968        |
| Defensor Arica     | Perú | 1969 - 1972 |
| Sporting Cristal   | Perú | 1973        |
| Barrio Frigorífico | Perú | 1974        |